# Дитячий пісенний конкурс Євробачення 2017
Дитячий пісенний конкурс Євробачення 2017 став п'ятнадцятим щорічним виданням Дитячого Євробачення, що був організований Грузинським суспільним мовником (GPB) та Європейською мовною спілкою (ЄМС). Конкурс відбувся 26 листопада 2017 року в Олімпійському палаці, Тбілісі. Цього року конкурс проводила країна-переможець минулорічного Дитячого Євробачення.
У конкурсі взяли участь шістнадцять країн. Вперше з 2007 року відбулося повернення Португалії, а Болгарія та Ізраїль відмовилися від конкурсу. Переможницею Дитячого пісенного конкурсу Євробачення 2017 стала Поліна Богусевич, яка представляла Росію з піснею «Wings» (Крила), що є другою перемогою країни на Дитячому конкурсі. Грузія та Австралія посіли друге та третє місця відповідно.

## Формат

### Візуальний дизайн

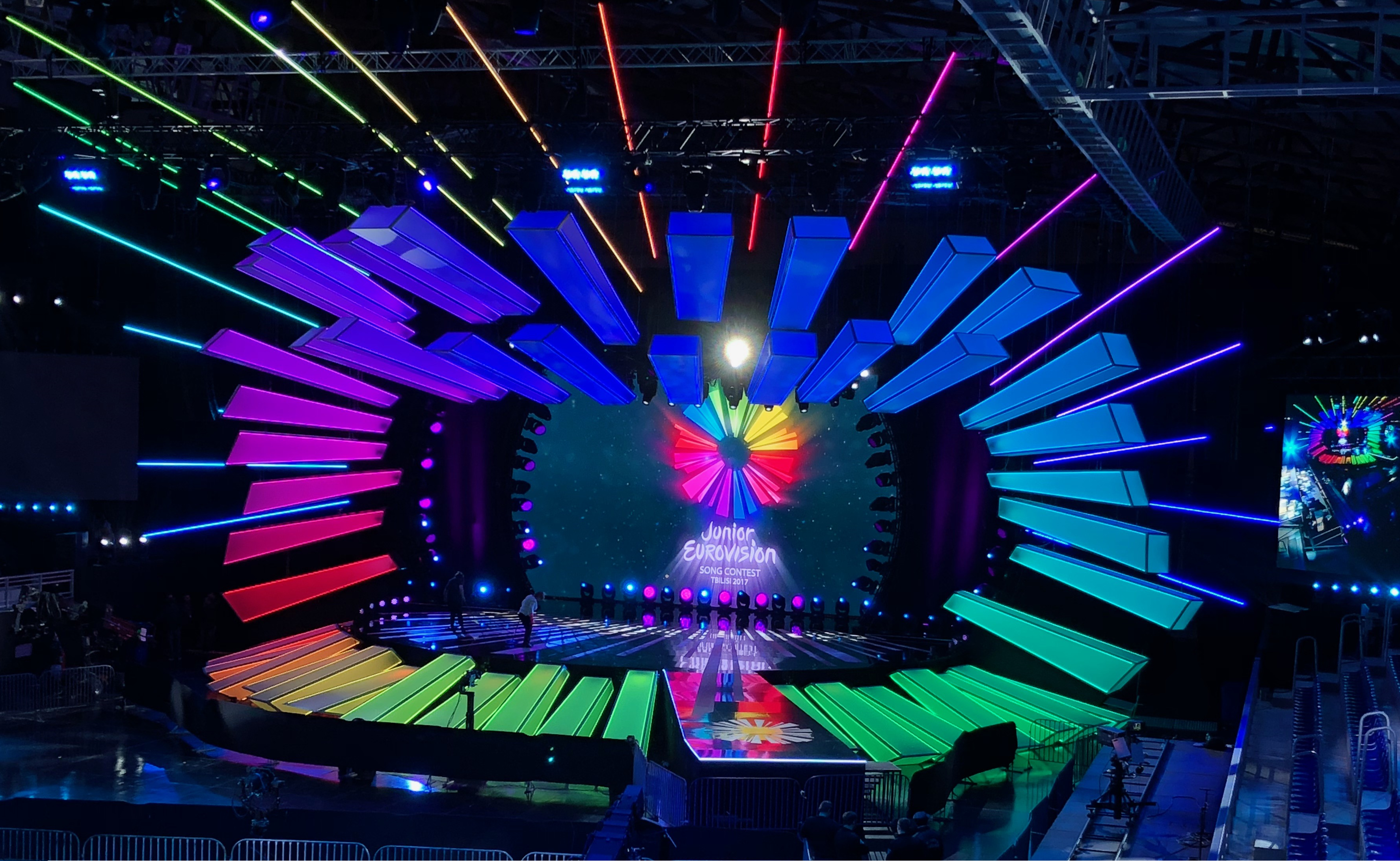
Сцена з емблемою Дитячого Євробачення 2017

Девіз конкурсу «Shine Bright» (Сяяти яскраво) був оприлюднений 12 травня 2017 року під час прес-конференції перед Пісенним конкурсом Євробачення 2017 у Києві. Емблема має вигляд різнокольорового стилізованого сонця, що зображає сплеск виразності. Юн Ула Санд пояснив, що тематика конкурсу 2017 року відображає мету Дитячого Євробачення, що полягає у прагненні дати молоді «хвилинку для блиску та можливості продемонструвати весь свій потенціал молодих артистів».

### Ведучі

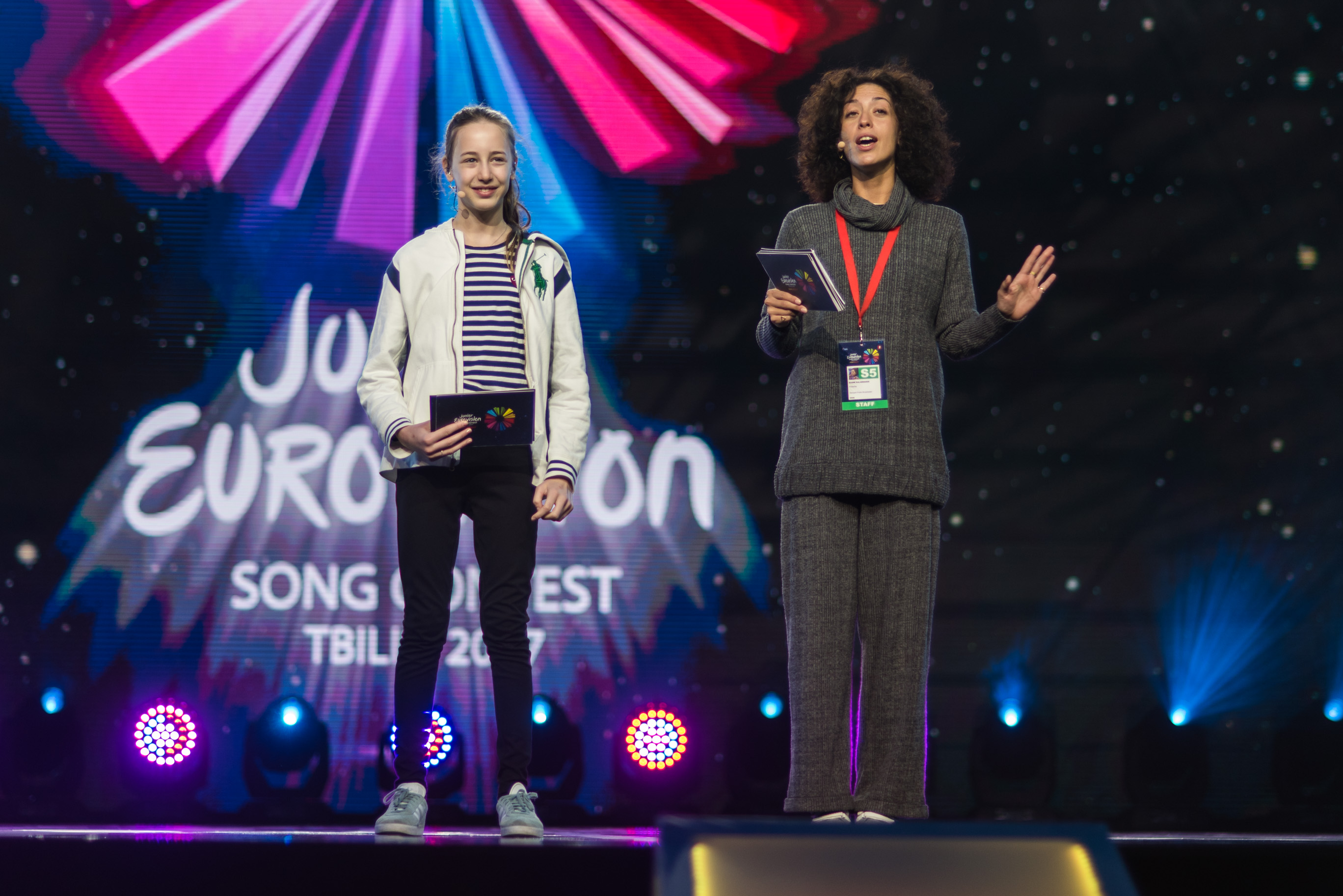
Гелен Каландадзе та Лізі Джапарідзе на сцені Дитячого Євробачення 2017

3 жовтня 2017 року було оголошено, що Гелен Каландадзе та Лізі Джапарідзе будуть ведучими конкурсу. Джапарідзе є третьою особа віком до 16 років, яка коли-небудь була ведучою Дитячого пісенного конкурсу Євробачення, після Йоани Іван у 2006 році та Дмитра Бородіна у 2009 році, а також перша колишня учасниця, яка стала ведучою. Раніше Джапарідзе представляла Грузію на Дитячому пісенному конкурсі Євробачення 2014, де вона посіла одинадцяте місце з піснею «Happy Day» (Щасливий день). Каландадзе ― телеведуча й співачка, яка раніше була бек-вокалісткою під час виступу Грузії на Євробаченні 2010 року, яку представляла Софо Ніжарадзе з піснею «Shine».

### Голосування
Результати конкурсу визначались національними журі та голосуванням телеглядачів в Інтернеті, кожне з яких мало вагу в 50 %. Кожна країна використовувала журі, що складалося з трьох професіоналів музичної індустрії та двох дітей віком від 10 до 15 років, що були громадянами країни, яку вони представляють.
Перший етап Інтернет-голосування розпочався 24 листопада 2017 року, коли на офіційному вебсайті було продемонстровано підсумок усіх виступів перед тим, як глядачі отримали змогу проголосувати. Після цього виборці мали можливість за власним бажанням переглянути довші однохвилинні кліпи з репетиції кожного учасника. Перший етап голосування завершився 26 листопада о 15:59 за центральноєвропейським часом.
Другий етап онлайн-голосування відбувся під час шоу в прямому ефірі й розпочався після виступу останнього учасника й проходив протягом 15 хвилин. Міжнародні глядачі могли проголосувати за 3-5 країн, а такоє вперше отримали змогу голосувати за власну країну.

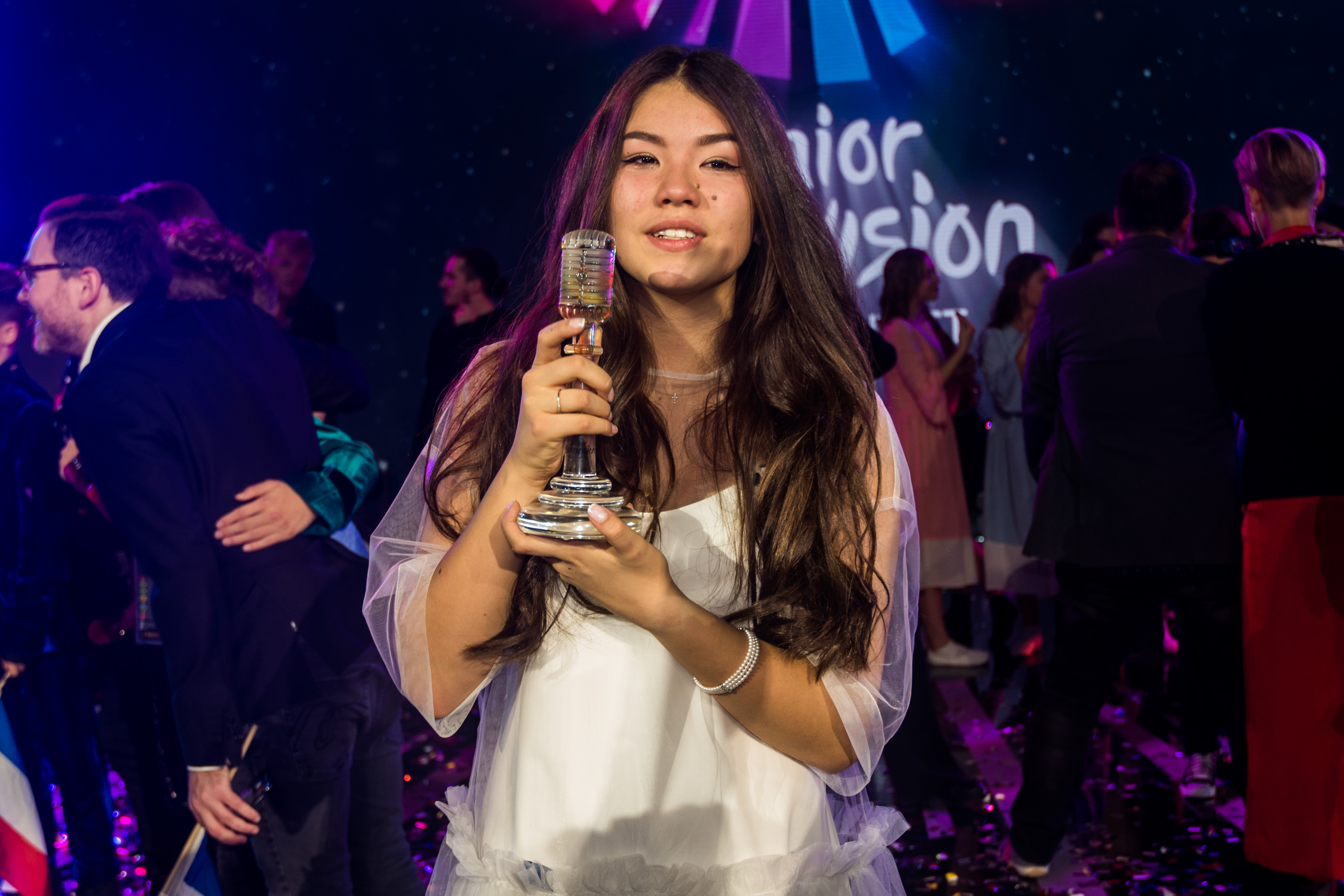
Поліна Богусевіч з трофеєм конкурсу 2017

### Трофей
Кубок для переможця розробив К'єлл Енгман. З цього року дизайн трофею був уніфікований. Головним трофеєм став скляний мікрофон з кольоровими лініями всередині верхньої частини, які символізують потік звуку.

### Мова
Початкові правила конкурсу, що дозволяли використовувати не більше 25 % мови, що не є національною в країні-учасниці, були збільшені до 40 %.

## Учасники
| №  | Країна             | Виконавець                   | Пісня                                       | Місце | Бали |
| -- | ------------------ | ---------------------------- | ------------------------------------------- | ----- | ---- |
| 01 | Кіпр               | Ніколь Ніколао               | «I Wanna Be a Star»                         | 16    | 45   |
| 02 | Польща             | Аліція Рега                  | «Mój dom»                                   | 8     | 138  |
| 03 | Нідерланди         | FOURCE                       | «Love Me»                                   | 4     | 156  |
| 04 | Вірменія           | Міша                         | «Boomerang»                                 | 6     | 148  |
| 05 | Білорусь           | Гелена Мерааі                | «I Am the One»                              | 5     | 149  |
| 06 | Португалія         | Маріана Венансіо             | «Youtuber»                                  | 14    | 54   |
| 07 | Ірландія           | Мюріанн Макдоннелл           | «Súile Glasa»                               | 15    | 54   |
| 08 | Північна Македонія | Міна Блажев                  | «Dancing Through Life»                      | 12    | 69   |
| 09 | Грузія             | Григол Кіпшидзе              | «Voice of the Heart»                        | 2     | 185  |
| 10 | Албанія            | Ана Кодра                    | «Don't Touch My Tree (Mos ma prekni pemën)» | 13    | 67   |
| 11 | Україна            | Анастасія Багінська          | «Don't Stop»                                | 7     | 147  |
| 12 | Мальта             | Джанлука Чілія               | «Dawra Tond»                                | 9     | 107  |
| 13 | Росія              | Поліна Богусевич             | «Wings»                                     | 1     | 188  |
| 14 | Сербія             | Ірина Бродіч та Яна Паунович | «Ceo svet je naš» (Цео свет је наш)         | 10    | 92   |
| 15 | Австралія          | Ізабелла Кларк               | «Speak Up»                                  | 3     | 172  |
| 16 | Італія             | Марія Ісайд Фіоре            | «Scelgo (My Choice)»                        | 11    | 86   |

## Результати голосування
| Роздільні результати | Роздільні результати | Роздільні результати | Роздільні результати | Роздільні результати |
| Місце                | Глядачі              | Глядачі              | Журі                 | Журі                 |
| Місце                | Країна               | Бали                 | Країна               | Бали                 |
| -------------------- | -------------------- | -------------------- | -------------------- | -------------------- |
| 1                    | Нідерланди           | 112                  | Грузія               | 143                  |
| 2                    | Мальта               | 81                   | Росія                | 122                  |
| 3                    | Австралія            | 79                   | Австралія            | 93                   |
| 4                    | Білорусь             | 69                   | Вірменія             | 92                   |
| 5                    | Україна              | 67                   | Білорусь             | 80                   |
| 6                    | Росія                | 66                   | Україна              | 80                   |
| 7                    | Польща               | 61                   | Польща               | 77                   |
| 8                    | Вірменія             | 56                   | Сербія               | 48                   |
| 9                    | Італія               | 49                   | Нідерланди           | 44                   |
| 10                   | Португалія           | 45                   | Італія               | 37                   |
| 11                   | Сербія               | 44                   | Албанія              | 32                   |
| 12                   | Грузія               | 42                   | Північна Македонія   | 28                   |
| 13                   | Ірландія             | 42                   | Мальта               | 26                   |
| 14                   | Північна Македонія   | 41                   | Ірландія             | 12                   |
| 15                   | Кіпр                 | 40                   | Португалія           | 9                    |
| 16                   | Албанія              | 35                   | Кіпр                 | 5                    |

| Голосування: 100% журі 100% глядачі | Голосування: 100% журі 100% глядачі | Всього | Телеглядачі | Кіпр | Польща | Нідерланди | Вірменія | Білорусь | Португалія | Ірландія | Півн. Македонія | Грузія | Албанія | Україна | Мальта | Росія | Сербія | Австралія | Італія |
| Голосування: 100% журі 100% глядачі | Голосування: 100% журі 100% глядачі |        |             |      |        |            |          |          |            |          |                 |        |         |         |        |       |        |           |        |
| Учасники                            | Кіпр                                | 45     | 40          |      | 2      |            | 1        |          |            | 2        |                 |        |         |         |        |       |        |           |        |
| Учасники                            | Польща                              | 138    | 61          | 1    |        | 10         | 6        | 4        | 5          | 12       | 7               | 2      | 8       | 3       | 6      | 5     | 1      | 6         | 1      |
| Учасники                            | Нідерланди                          | 156    | 112         | 5    | 4      |            | 10       | 6        |            |          |                 | 1      |         | 4       |        | 4     | 5      |           | 5      |
| Учасники                            | Вірменія                            | 148    | 56          | 12   | 10     |            |          | 8        | 8          |          | 2               | 10     | 10      | 10      | 7      | 10    | 2      | 3         |        |
| Учасники                            | Білорусь                            | 149    | 69          | 6    | 5      | 2          | 7        |          | 10         | 1        | 5               | 5      | 5       | 2       | 12     | 8     | 4      | 8         |        |
| Учасники                            | Португалія                          | 54     | 45          |      |        |            | 2        |          |            |          |                 | 4      |         |         |        |       |        |           | 3      |
| Учасники                            | Ірландія                            | 54     | 42          |      |        |            |          |          | 3          |          |                 |        | 3       | 1       |        | 1     |        |           | 4      |
| Учасники                            | Півн. Македонія                     | 69     | 41          |      | 1      | 3          | 3        | 1        | 1          | 4        |                 |        | 6       |         | 5      |       | 3      | 1         |        |
| Учасники                            | Грузія                              | 185    | 42          | 3    | 12     | 7          | 12       | 12       | 7          | 10       | 10              |        | 12      | 12      | 10     | 12    | 8      | 10        | 6      |
| Учасники                            | Албанія                             | 67     | 35          | 8    |        |            |          |          |            | 7        | 3               |        |         |         |        | 2     |        | 4         | 8      |
| Учасники                            | Україна                             | 147    | 67          | 7    | 6      | 5          | 8        | 5        | 4          | 3        | 6               | 8      | 2       |         | 4      | 3     | 12     | 7         |        |
| Учасники                            | Мальта                              | 107    | 81          |      |        | 6          |          | 2        |            |          | 1               |        |         |         |        |       |        | 5         | 12     |
| Учасники                            | Росія                               | 188    | 66          | 10   | 8      | 8          | 4        | 10       | 12         | 5        | 12              | 12     | 7       | 5       | 8      |       | 7      | 12        | 2      |
| Учасники                            | Сербія                              | 92     | 44          |      | 3      | 4          |          |          | 2          | 6        | 8               | 3      | 4       | 7       | 2      |       |        | 2         | 7      |
| Учасники                            | Австралія                           | 172    | 79          | 2    | 7      | 12         | 5        | 7        | 6          | 8        | 4               | 7      | 1       | 8       | 3      | 7     | 6      |           | 10     |
| Учасники                            | Італія                              | 86     | 49          | 4    |        | 1          |          | 3        |            |          |                 | 6      |         | 6       | 1      | 6     | 10     |           |        |